# 石狩川源流部の支流
石狩川源流部の支流（いしかりがわげんりゅうぶのしりゅう）では、大雪湖およびその上流の石狩川支流について記す。
- この項に登場する川は、いずれも北海道上川町内を流れるものである。
- この項において「川」や「沢」として記述しているのは、国土地理院の2万5千分の1地形図に示されているもののみであり、その他にも記述されない小さな沢は多い。

## 大雪湖より上流の支流
石狩沢（いしかりさわ）
石狩川の源流にあたる沢。石狩岳西斜面に源を発し、初め西流する。標高1,540 m付近で右岸より滝が合流しているが、これは登山者に「石狩岳直登沢」と呼ばれているもので、これを遡れば石狩岳頂上への最短ルートとなる。標高1,200 m付近で南より小さな沢が合流する。標高約1,130 mで南よりペテトク沢が合流した後は北流し、1,040 m付近で左岸より来るクチャンベツ川と合流する。この合流点以降を「石狩川」と称する。
ペテトク沢
石狩沢源流より2 kmほど南、尾根を2つ越えた地点に源を発し、初め西流し、大きく北へ蛇行して標高約1,130 mで石狩沢へ合流する。石狩沢より源流標高が高いため、こちらを石狩川の本源流とすべきとの意見もある。名はアイヌ語の「ペテトク」pet-etok「川・源」よりついた。
クチャンベツ川
五色岳南東斜面の五色ヶ原付近に源を発し、沼ノ原の北麓を東流する。途中標高1,200 m付近、1,130 m付近で小さな沢を右岸より合流する。1,100 m付近で南よりニシキ沢を合流し、のちは北寄りに進路を変え、1,040　m付近で石狩沢と合流する。
標高1,080mまで右岸に林道が整備されており、以降は沼ノ原へ向かう登山道がある。名前はアイヌ語の「クチャンペッ」kuca-un-pet「狩小屋・のある・川」より。
ニシキ沢
ペテトク沢から尾根一つ挟んで東を北流し、クチャンベツ川に合流する。
ヌタプカンベツ川
忠別岳南斜面、および五色岳北斜面にそれぞれ源を発する3本の沢が標高1,530 m付近で合流し、東流する。1,370 m付近で左岸より、1,260 m付近、1,160 m付近で右岸より沢を合わせる。1,020 m付近で沼の原橋をくぐり抜け、1,015 m付近で石狩川本流左岸に合流する。長さ約8 km。
シビナイ川
忠別岳北東斜面に源を発し東流する。標高1,200 m付近で左岸から小さな沢を合わせる。1,000 m付近で左岸よりシビナイ第二沢が合流する。標高900 m付近でシビナイ第一沢を左岸より合わせてまもなく、石狩川本流左岸に合流する。
川の名はアイヌ語の「シ・ピ・ナイ」から来ており、「真の・小石・沢」の意である。
シビナイ第二沢
シビナイ第一沢
音更沢川（おとふけざわがわ）
音更山西斜面に源を発し北流、標高1,070 m付近で右岸に沢が合流してのちは北西流する。標高890 m付近で本流右岸に合流する。
ヤンベタップ川
忠別岳東斜面より北流する忠別沢が源流。忠別沼付近に水源を持つ沢が標高1,250 m付近で左岸より合流。平ヶ岳東麓の扇ヶ原湖沼群より流出した川が1,210 m付近で左岸より合流。白雲岳と松浦岳の間に源を発し南流する沢が1,180 m付近で左岸より合流。1,100 m付近で左岸に合流する沢の1 kmほど上流に大雪高原温泉がある。松浦岳東斜面より南西流するエイコノ沢川を920 m付近で左岸より合わせ、880 m付近で石狩川に合流する。長さ約12 km。
川沿いに林道が通じており、終点の大雪高原温泉が周辺の山々への登山口となっている。川の名はアイヌ語の「ヤム・ペッ・タ・ㇷ゚」（冷たい・川・汲む・もの）から。
エイコノ沢川
松浦岳（北）からシバ山（南）へ広がる急斜面（標高1,470 m付近）より源を発し、北東流。1,325 m付近より同じ急斜面（1,430 m）より源を発した沢と合流し、南東流する。また松浦岳に源を発した二つの短い沢が1,435 m付近で合流し南東流左岸を流れる沢と合流する。1,145 m付近で左岸よりその沢と合流する。1,125 m付近で左岸より沢と合流後更に南東流し、ヤンベタップ川と合流。
天幕沢川
エイコノ沢川北東の尾根（標高1,070 m前後）に源を発した二つの沢が930 m付近で合流し南東流。855 m付近で右岸より沢と合流後820 m付近で石狩川に合流する。

## 大雪湖に合流する支流
大雪ダムにより形成された大雪湖にも多くの支流が流入している。合流点の標高に差がないため、右岸側から流入するものと左岸側から流入するものに分けて紹介する。

### 右岸支流
三角点沢（さんかくてんざわ）
石狩川本流が流入する地点の100m南西で南から流入している。途中標高850m付近で右岸より沢と合流する。
由仁石狩川（ゆにいしかりがわ）
音更山とユニ石狩岳の間の北向きの谷に源を発する。標高1,040 m付近で左岸より秋葉沢（音更山北斜面が水源）を合わせる。960 m付近で右岸より由仁石狩川二の沢川が合流する。870 m付近で右岸より由仁石狩川一の沢川を合わせる。まもなく国道273号の三国橋をくぐり、小さな沢を左岸に合流してのち左へ蛇行して新生橋で再び国道をくぐり、そのまま北流して大雪湖に流入する。流入地点より200 mほど北にはこの川の河谷をまたぐ形で大雪大橋が架かっている。長さは約12 km。
開拓期には由仁石狩川をさかのぼり、音更山とユニ石狩岳の間の十石峠を越えるのが上川盆地と十勝平野をつなぐ重要なルートであったが、現在この峠には道路もなくなっている。変わって支流の由仁石狩川一の沢川より三国峠を越える道路（国道273号）が整備されている。
現在、上記のように由仁石狩川の本流として地形図に描かれているが、近年までこの川は支流であるポンユニ石狩沢とされていた。
由仁石狩川二の沢川
ユニ石狩岳北斜面に源を発し、北西流して由仁石狩川に合流する。近年まではユニ石狩沢として由仁石狩川の本流の扱いであった。
由仁石狩川一の沢川
三国山西斜面に源を発して北西流する。標高920 m付近で左岸に沢が合流し、870 m付近で由仁石狩川に合流する。右岸を国道273号が通っている。「三国沢」と呼ばれ、近年までは地形図にもそう書かれていた。
ルベシナイ川
石北峠やや南方の山地に源を発して西流する。標高880 m付近で左岸にポンルベシナイ川が合流する。850 m付近で関ノ沢が左岸に合流。820 m付近で迷川が左岸から合流してまもなく大雪湖に流入する。
ポンルベシナイ川合流点より上流は国道39号が併走する。最上流部では国道39号は北へそれ石北峠を通るが、古くはルベシナイの源流部より峠を越え、留辺蘂のイトムカへ向かう道が使われていた。川の名の由来はアイヌ語の「ルペㇱナイ」ru-pes-nay（道・それに沿って下る・沢）で、峠道の沢の意であろう。
ポンルベシナイ川
三国山北方の山地に源を発し北西流する。標高920 m付近で左岸より沢を合流し、880 m付近でルベシナイ川に合流。
「ポン」はアイヌ語で「小さい」の意で、ルベシナイの支流であることを示す。
関ノ沢
迷川
三国山北西法の山地に源を発し北流する。標高880 m付近で右岸より沢を合流し、820 m付近でルベシナイ川に合流する。
名称不明2本
大雪湖右岸中央部に突き出している標高962 mの小高い山を挟むように、2本の沢が流れている。
ペンケチャロマップ川
武華山南東斜面に源を発し西流、標高960 m付近、岩山(1,121 m)の直下で右岸側を併走してきた沢を合わせてのち南流する。920 m付近で左岸よりルベオンネナイ沢を合わせ国道39号をくぐると再び西向きに流路を変える。820 m付近で右岸にニュウチャロマップ川が合流してまもなく大雪湖に流入する。長さは約9 km。
国道39号はペンケチャロマップ川右岸を走る。武華トンネルを抜けた先はルベシナイ川沿いを進む。
川の名はアイヌ語の「ペンケチャロマㇷ゚」penke-car-oma-p[上流の・入り口・にある・もの]。ニセイチャロマップ川（「ニセィチャロマㇷ゚」nisey-car-oma-p[峡谷・入り口・にある・もの]に対して上流にあることからの名のようである。
ルベオンネナイ沢
ペンケチャロマップ川の源流から尾根一つ南に越えたところに源流を持つ。標高920m付近でペンケチャロマップ川に合流する。
沢の名の由来は不明。
ニュウチャロマップ川
武華山から岩山へ伸びる尾根の西斜面に源を発し初め北西流するが、まもなく南西に進路を変える。標高820m付近で国道39号をくぐり、まもなくペンケチャロマップ川に合流する。古くはカルシナイ沢と呼ばれていた。

### 左岸支流
ホロカイシカリ川
東岳の東斜面に発する3本の沢が水源となっている。標高1,290 m付近までにこれらが合わさって1本の川となり東流する。1,040 mと950 m付近でそれぞれ左岸より沢が合流する。920 m付近で左岸よりホロカイシカリ一の沢川が合流。下流部の河谷は狭隘になっており、大雪湖への流入地点に国道273号の湖畔橋が架かっている。長さ約10 km。
国道273号よりホロカイシカリ川沿いに標高1,180 mほどまで道路が通じる。標高879 mで左岸方向に分岐する大雪観光道路は銀泉台まで通じており、特に紅葉の時期には多くの観光客が訪れる。
川名の「ホロカ」は後戻りすることを示すアイヌ語で、ホロカイシカリ一の沢川が石狩川本流と逆向きに流れていことからの名とされる。
ホロカイシカリ一の沢川
銀泉台北方に源を発し初め東流、標高1,140 m付近より南に流路を変える。920 m付近でホロカイシカリ川左岸に合流する。
シンパクの川
赤岳からはるか北東方に伸びた尾根の南斜面より南流する。標高950 m - 900 mにかけて、左岸にある標高1,049 mの小高い山を回り込むように東に進路を変え、国道273号をくぐってまもなく大雪湖に流入する。